# Sarolta luxemburgi nagyhercegnő
Sarolta nagyhercegnő (teljes nevén Charlotte Aldegonde Élise Marie Wilhelmine; Luxembourg, 1896. január 23. – Fischbach-kastély, 1985. július 9.) 1919 és 1964 között Luxemburg nagyhercegnője.

## Élete
Sarolta nagyhercegnő IV. Vilmos nagyherceg (1852–1912) és Mária Anna portugál infánsnő (1861–1942) második gyermekeként született. Miután édesapja meghalt, nővére, Mária Adelaida foglalta el Luxemburg trónját. A nagyhercegnőt azonban az első világháború végeztével, 1919-ben azzal gyanúsították meg, hogy együttműködött a németekkel, így le kellett mondania Sarolta javára.
Sarolta 1919. január 14-én lett Luxemburg nagyhercegnője. Erős, nyitott egyéniség volt, aki hamar talpra állította a világháború romjaiból az országot. Hogy biztosítsa legitimitását, népszavazást kezdeményezett, ahol a luxemburgi emberek 77,8%-a szavazott a monarchiára, így ettől kezdve a luxemburgi nagyhercegek hivatalosan a „nép akaratából” uralkodnak.
1919. november 6-án Sarolta feleségül ment Félix Bourbon–parmai herceghez (1893–1970), Zita magyar királyné testvéréhez. A házasságból hat gyermek született:
- János koronaherceg (1921. január 5. – 2019. április 23.), Luxemburg következő nagyhercege
- Erzsébet hercegnő (1922. december 22. – 2011. november 22.), házassága révén Hohenburg hercegnéje
- Mária Adelaida hercegnő (1924. május 21. – 2007. február 28.), később Donnersmarck grófnéja
- Mária Gabriella hercegnő (1925. augusztus 2. – 2023. február 9.), Holstein-Ledreborg grófnéja
- Károly herceg (1927. augusztus 7. – 1977. július 26.)
- Alix hercegnő (1929. augusztus 24. – 2019. február 11.[2]), Ligne hercegnéje.

1940-ben, a második világháború folyamán a németek megszállták Luxemburgot, így a nagyhercegi család menekülni kényszerült. Portugáliába, Sarolta édesanyjának szülőhazájába mentek. Hitler megkérte a nagyhercegnőt, hogy térjenek haza, mire Sarolta így felelt: „A szívem igent mond, az eszem azonban nemet.” Később a nagyhercegnő a kormánnyal Londonba települt át és onnan irányította az ellenállást, valamint segélyakciókat szervezett, hogy segítse a népét. Később az ardenneki frontvonal mögött ápolónőként is dolgozott, míg fia és férje a hadseregben harcoltak a nácik ellen. Félix herceg és a gyermekek egyébként az Egyesült Államokban, illetve Kanadában, Montréalban vészelték át a háború egy részét; Félix herceg és János trónörökös csak 1942-ben tértek vissza Európába.
1964. november 12-én Sarolta nagyhercegnő lemondott a trónról fia javára. Ezután még huszonegy évig élt, és nyolcvankilenc éves korában halt meg. Luxembourgban egy hatalmas bronzszobrot emeltek az emlékére.
| Előző uralkodó: Mária Adelaida | Luxemburgi nagyherceg 1919–1964 | Következő uralkodó: János |

## Felmenői
| Sarolta luxemburgi nagyhercegnő | Apja: IV. Vilmos luxemburgi nagyherceg | Apai nagyapja: Adolf luxemburgi nagyherceg                        | Apai dédapja: Vilmos nassaui herceg                             |
| Sarolta luxemburgi nagyhercegnő | Apja: IV. Vilmos luxemburgi nagyherceg | Apai nagyapja: Adolf luxemburgi nagyherceg                        | Apai dédanyja: Lujza szász-altenburgi hercegnő                  |
| Sarolta luxemburgi nagyhercegnő | Apja: IV. Vilmos luxemburgi nagyherceg | Apai nagyanyja: Adelaida Mária anhalt-dessaui hercegnő            | Apai dédapja: Frigyes szász-altenburgi herceg                   |
| Sarolta luxemburgi nagyhercegnő | Apja: IV. Vilmos luxemburgi nagyherceg | Apai nagyanyja: Adelaida Mária anhalt-dessaui hercegnő            | Apai dédanyja: Sarolta Georgina mecklenburg-sterlitzi hercegnő  |
| Sarolta luxemburgi nagyhercegnő | Anyja: Mária Anna portugál infánsnő    | Anyai nagyapja: I. Mihály portugál király                         | Anyai dédapja: VI. János portugál király                        |
| Sarolta luxemburgi nagyhercegnő | Anyja: Mária Anna portugál infánsnő    | Anyai nagyapja: I. Mihály portugál király                         | Anyai dédanyja: Bourbon Sarolta Johanna portugál királyné       |
| Sarolta luxemburgi nagyhercegnő | Anyja: Mária Anna portugál infánsnő    | Anyai nagyanyja: Adelheid löwenstein–wertheim–rosenbergi hercegnő | Anyai dédapja: Konstantin löwenstein-wertheim-rosenbergi herceg |
| Sarolta luxemburgi nagyhercegnő | Anyja: Mária Anna portugál infánsnő    | Anyai nagyanyja: Adelheid löwenstein–wertheim–rosenbergi hercegnő | Anyai dédanyja: Mária Ágnes hohenlohe-langenburgi hercegnő      |

## Galéria

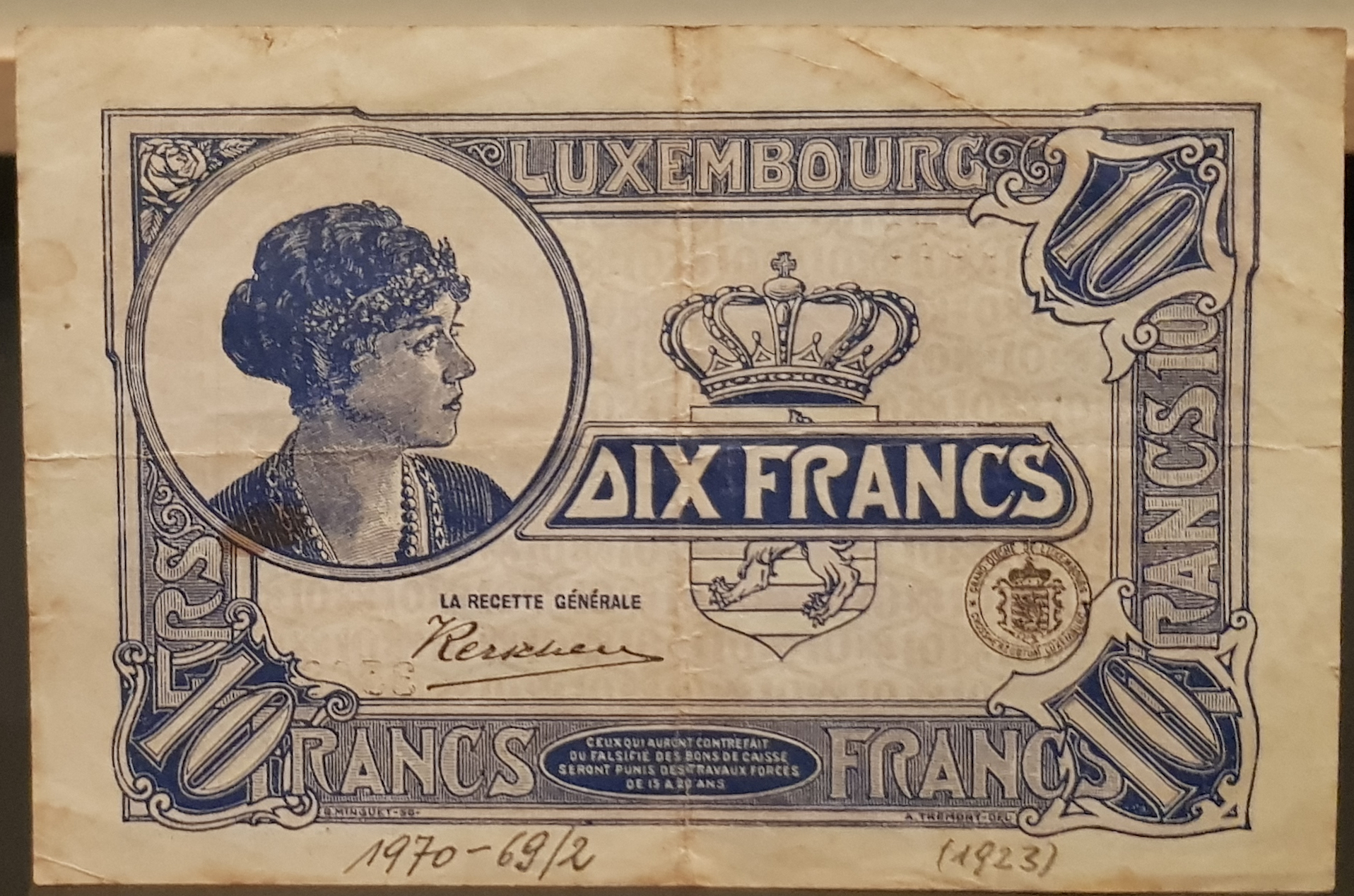
Luxemburgi 10 frankos papírpénz 1924-ből, Sarolta nagyhercegnő portréjával.
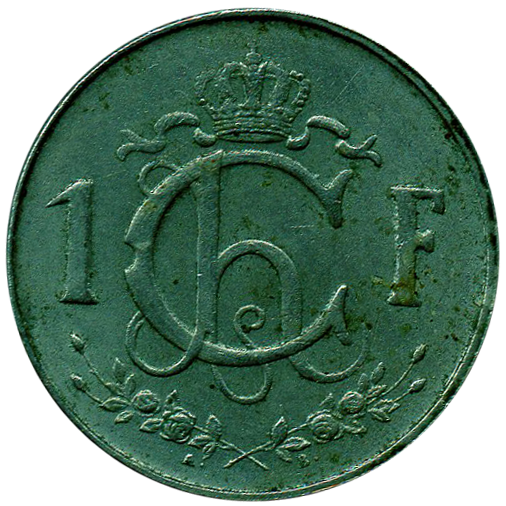
Luxemburgi 1 frankos pénzérme 1960-ból, Sarolta nagyhercegnő uralkodói monogramjával.